# Ann Moyal
Pour les articles homonymes, voir Moyal.
Ann Moyal (née Hurley, anciennement Cousins et Mozley le 23 février 1926 à Northbridge et morte le 21 juillet 2019) est une historienne australienne connue pour ses travaux en histoire des sciences, notamment de la biologie. Elle a occupé des postes universitaires à l'université nationale australienne, à l'Institut de technologie de la Nouvelle-Galles du Sud et à l'université Griffith, puis a travaillé comme chercheuse indépendante.

## Biographie

### Enfance et formation
Ann Veronica Helen Moyal est née le 23 février 1926 à Northbridge (en), Sydney, Nouvelle-Galles du Sud. Son père était caissier de banque. Elle a grandi à Sydney, mais a été envoyée au lycée de Canberra (en) pour sa dernière année d'études secondaires. Elle a obtenu un baccalauréat ès arts avec mention très bien de l'université de Sydney et a par la suite reçu une bourse de l'université de Londres. Cependant, elle a abandonné ses études de troisième cycle au bout d'un an pour devenir assistante de recherche. 

### Carrière
Moyal a travaillé comme assistante de recherche auprès de Lord Beaverbrook de 1954 à 1958, alors qu'il travaillait sur Men and Power 1917-1918. Elle a vérifié les sources et rédigé des brouillons, travaillant avec lui dans son penthouse londonien, son domaine de Cherkley Court (en) et sa villa à Cap-d'Ail, en France. Dans ses mémoires, elle se souvient avoir été invitée à divertir Winston Churchill à Cap-d'Ail en nageant des longueurs dans une piscine. Beaverbrook l'a renvoyée lorsqu'elle l'a informé qu'elle se marierait pour la deuxième fois. Après son retour en Australie, Moyal a refusé une bourse de doctorat à l'université nationale australienne et est devenue la première rédactrice en chef adjointe de l' Australian Dictionary of Biography de l'université, sous la direction de Keith Hancock (en). Manning Clark l'a décrite comme « l'une des héroïnes méconnues des années turbulentes » du projet. Elle a quitté le dictionnaire en 1962 pour devenir associée de recherche à l'Académie australienne des sciences et à l'École de recherche des sciences sociales de l'université nationale australienne. 
La carrière ultérieure de Moyal s'est concentrée sur l'histoire des sciences. Elle a été rédactrice scientifique aux University of Chicago Press (1967-1970) et à partir de 1972, elle a enseigné au New South Wales Institute of Technology. Un article de 1975 sur la Commission australienne de l'énergie atomique (en) « a fait sa réputation comme le principal expert australien sur l'histoire de l'énergie atomique en Australie ». De 1977 à 1979, elle a été directrice du Center for Science Policy à l'université Griffith. La dernière carrière de Moyal s'est déroulée en tant qu'universitaire indépendante et, en 1995, elle a aidé à établir l'Independent Scholars Association of Australia ; elle a été présidente de l'organisation jusqu'en 2000. En 1996, elle a organisé une exposition sur les scientifiques australiens pour la National Portrait Gallery of Australia.

### Vie privée et décès
Moyal s'est mariée trois fois : à Michael Cousins en 1951, au colonel Everest Mozley en 1957 et au mathématicien José Enrique Moyal en 1962. Elle a pris le nom de son mari à chaque fois. Ses deux premiers mariages se sont soldés par un divorce et elle est devenue veuve en 1998. 
Moyal est décédée le 21 juillet 2019, à l'âge de 93 ans. 

## Distinctions
Moyal était membre de la Royal Society of New South Wales (FRSN) et de l'Australian Academy of the Humanities (en) (FAHA). Elle a été nommée membre de l'ordre d'Australie (AM) en 1993 pour sa « contribution à l'histoire des sciences et de la technologie australiennes, en particulier l'écriture de son histoire », et a également reçu la médaille du centenaire. Elle a reçu un doctorat honoris causa ès lettres de l'université nationale australienne (2003) et de l'université de Sydney (2007). Elle a reçu à titre posthume le prix Archibald-Ollé 2020 du meilleur article ("PAM Dirac and the maverick mathematician") publié dans le Journal & Proceedings of the Royal Society of New South Wales, en 2017.

## Publications
Parmi les livres académiques de Moyal figurent , :
- A Guide to the Manuscript Records of Australian Science (1966)
- Scientists in Nineteenth Century Australia: A Documentary History (1976)
- Clear Across Australia: A History of Telecommunications (1984)
- A Bright and Savage Land: Scientists in Colonial Australia (1986)
- Women and the Telephone in Australia (1989)
- Platypus: The Extraordinary Story of How a Curious Creature Baffled the World (2001), Allen & Unwin, Crows Nest,  (ISBN 0-8018-8052-1)

- The Web of Science: The Scientific Correspondence of the Rev Clarke, Australia’s Pioneer Geologist (2003)
- Koala: A Historical Biography (2006)
- Maverick Mathematician: The Life and Science of J.E. Moyal (2006), ANU E-press, (ISBN 978-1920942588),  en ligne.

Moyal a publié deux mémoires : Breakfast with Beaverbrook : Memoirs of an Independent Woman (1995) et A Woman of Influence : Science, Men & History (2014),. Elle a également édité Truant Surgeon (1963), les mémoires du premier ministre australien Earle Page qui ont été publiés à titre posthume. 